# Grundsteinlegung

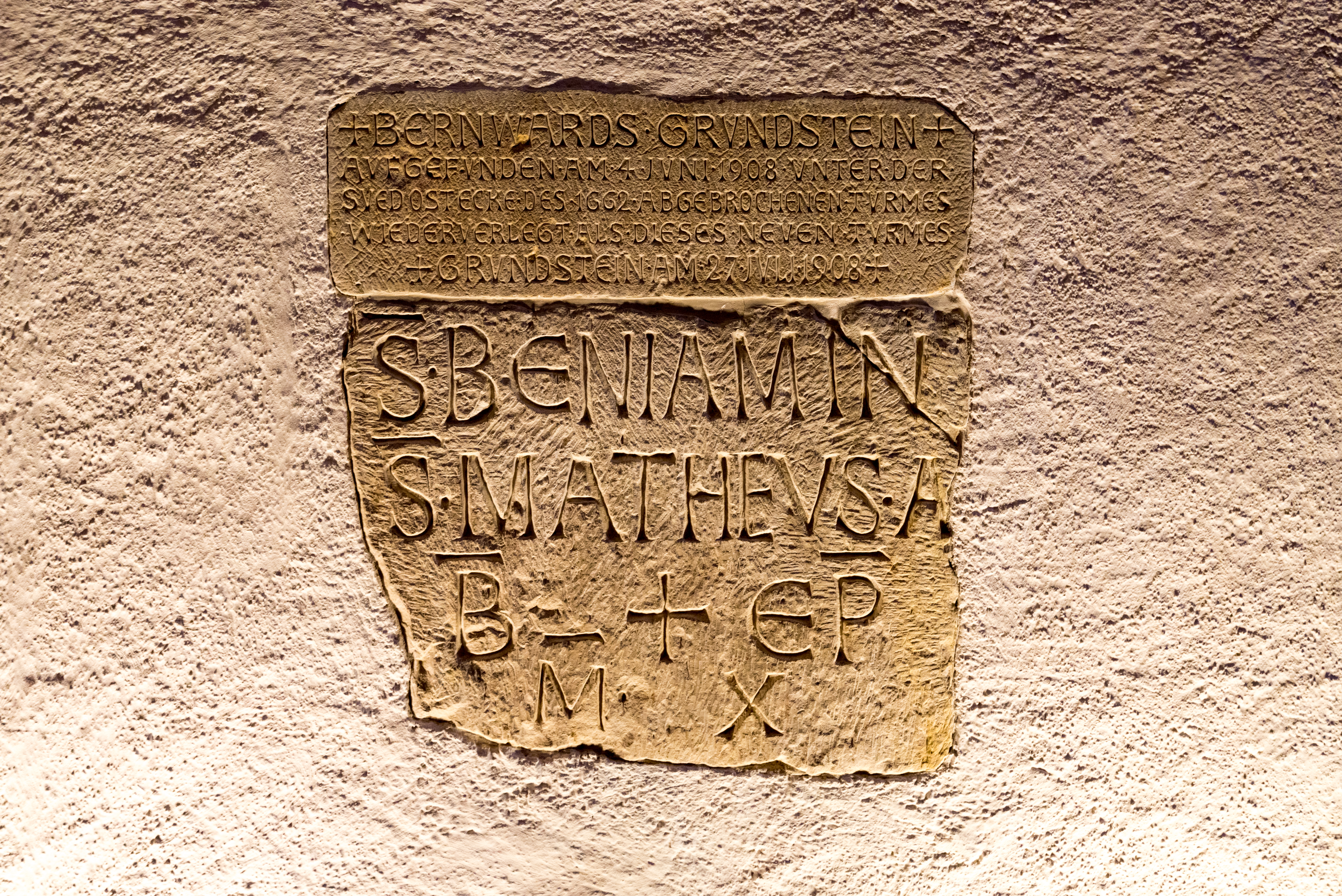
Sogenannter Grundstein der Michaeliskirche in Hildesheim aus dem Jahr, datiert MX (1010)

Die Grundsteinlegung ist im Bauwesen eine Zeremonie um einen symbolischen Grundstein. Dieser erste Stein eines neuen Bauwerks, der oft in feierlicher Form mit Beigabe von Urkunden und Münzen bei Baubeginn gelegt wird, kann im Fundament vermauert oder sichtbar (manchmal als Eckstein) angeordnet sein.

## Brauch und Begriff
Der Brauch der Grundsteinlegung ist seit jeher weltweit anzutreffen. In der Bibel wird in Psalm 118, Vers 22 ein „Eckstein“ erwähnt (Ps 118,22 ). Der deutsche Begriff Grundstein ist allerdings nicht vor dem 14. Jahrhundert belegt.
Die Grundsteinlegung fällt nicht mit dem tatsächlichen Baubeginn – in den meisten Fällen dem Anfang der Erdarbeiten, das heißt des Aushubs der Baugrube – zusammen, der oft mit einer anderen Zeremonie begangen wird: Dem Spatenstich oder Ersten Spatenstich.
In übertragenem Sinn wird „Grundstein“ gern gebraucht, um etwas Grundlegendes und Unverzichtbares für einen anderen Sachverhalt hervorzuheben.

## Verwendung, Zeitkapsel
Die Grundsteinlegung wurde und wird insbesondere bei Kirchen und öffentlichen oder halböffentlichen Bauten (wie Rathäusern oder Verwaltungsgebäuden) gefeiert. Dabei kommt noch heute meist ein besonders kunstvoll gearbeiteter Grundsteinhammer zur Anwendung, mit dem „nach altem Brauch“ (Mothes 1882) von Bauherr, Architekt, Meister und Polier zu laut vorgetragenen Weihe- oder Segenssprüchen jeweils drei symbolische Schläge auf den Grundstein ausgeführt werden.
Grundsteine werden meist im Bereich des Fundaments oder des Gebäudesockels unsichtbar eingemauert, sodass sie erst bei einer Zerstörung des Gebäudes wieder zugänglich werden. Seit dem 20. Jahrhundert allerdings werden vielfach sichtbar beschriftete Grundsteinplatten ins Mauerwerk eingesetzt, hinter denen sich ein Hohlraum für die Zeitkapsel befindet.
Hinter der Grundsteinplatte oder im hohlen Grundstein sind häufig sogenannte Zeitkapseln verborgen. Es handelt sich heute meist um ein verlötetes Blechgefäß, das eine Urkunde mit Angaben zum Bauprojekt, Zeitzeugnisse wie aktuelle Tageszeitungen und Geldmünzen sowie eventuell andere symbolische Gegenstände enthalten kann. Der Behälter konnte noch im 19. Jahrhundert auch aus einem Glasgefäß in einer Bleikapsel bestehen.

Bildergalerie
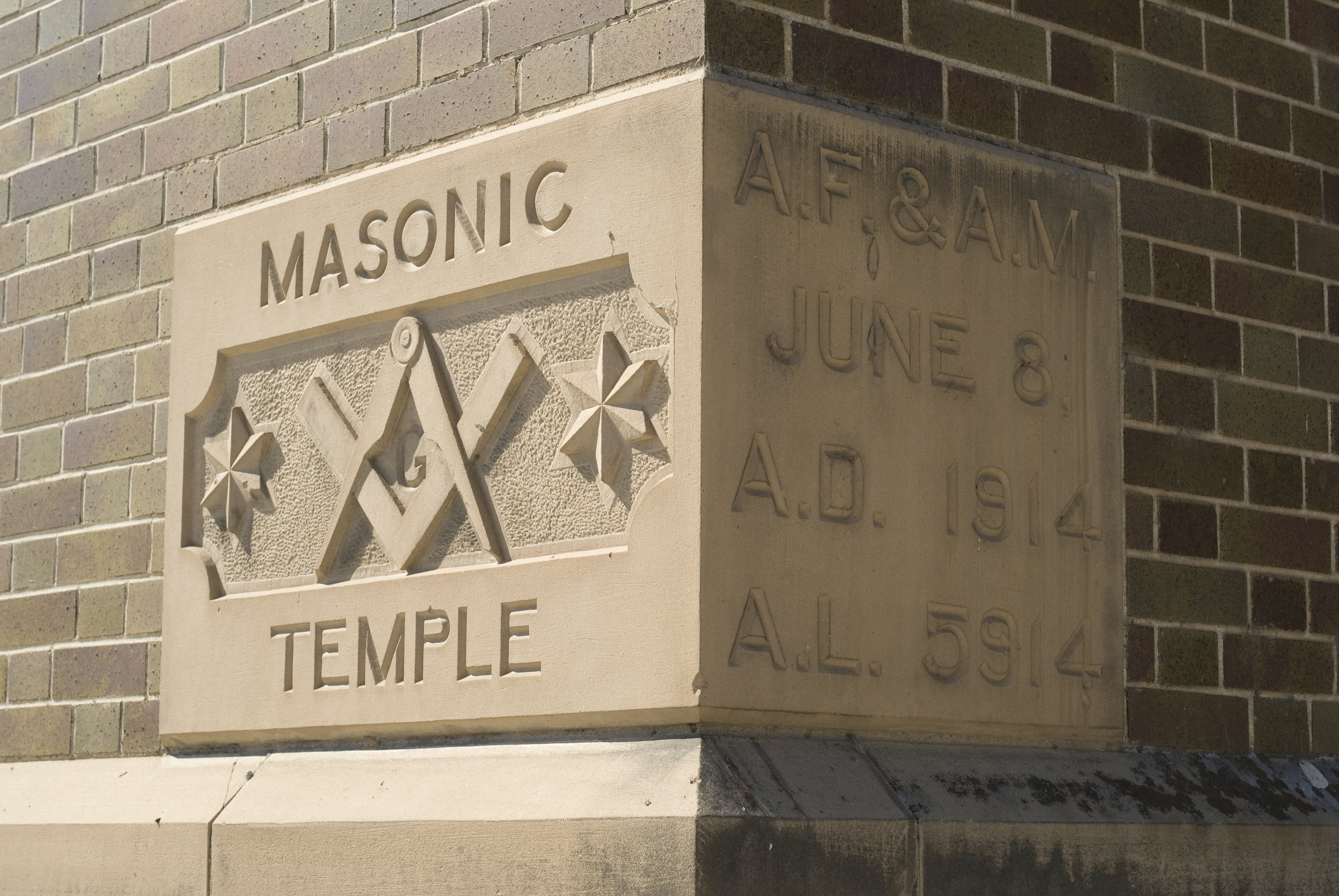
Grundstein als Eckstein von 1914 (Great Falls, Montana)
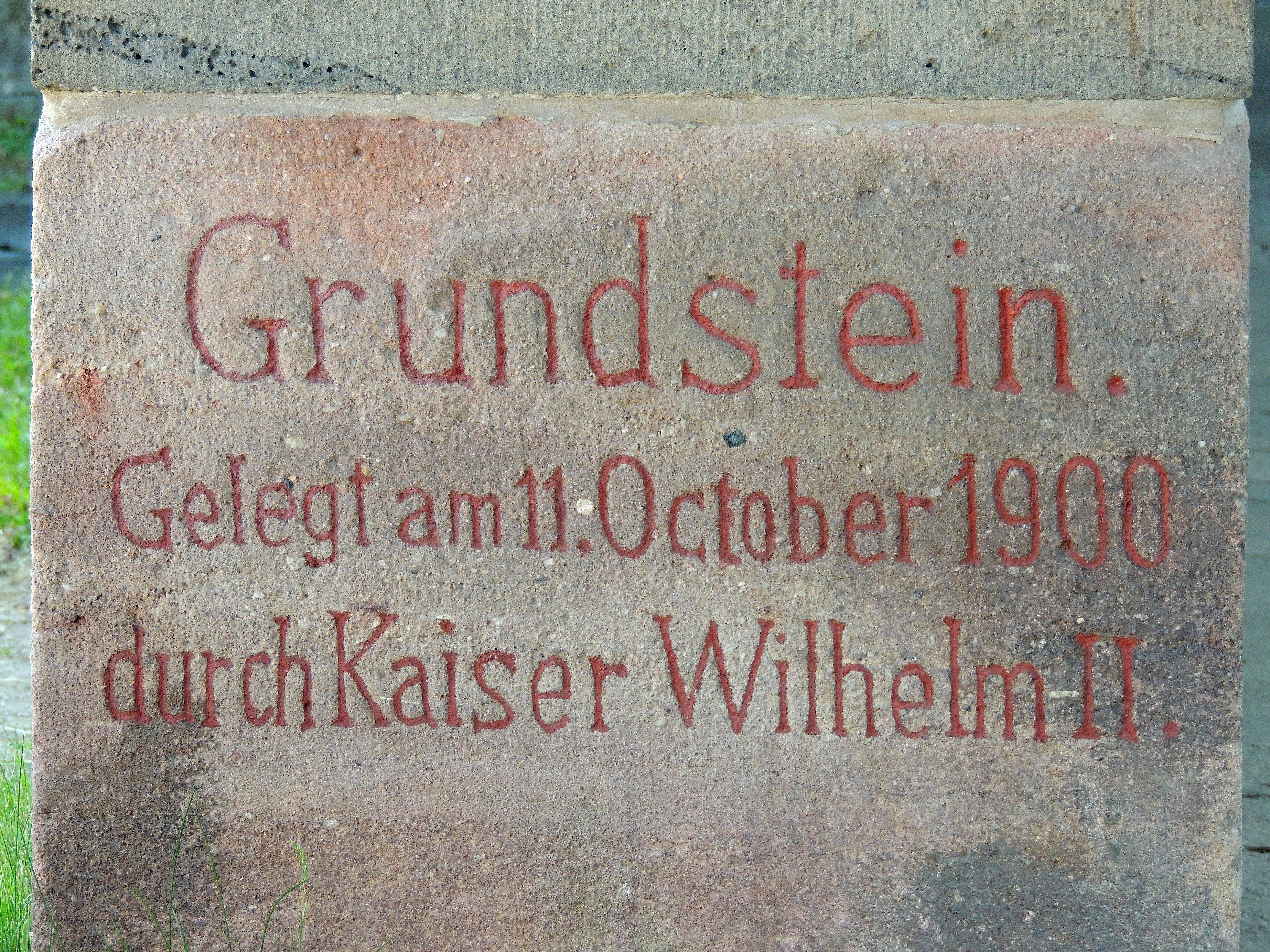
Grundstein des Kastells Saalburg, 1900
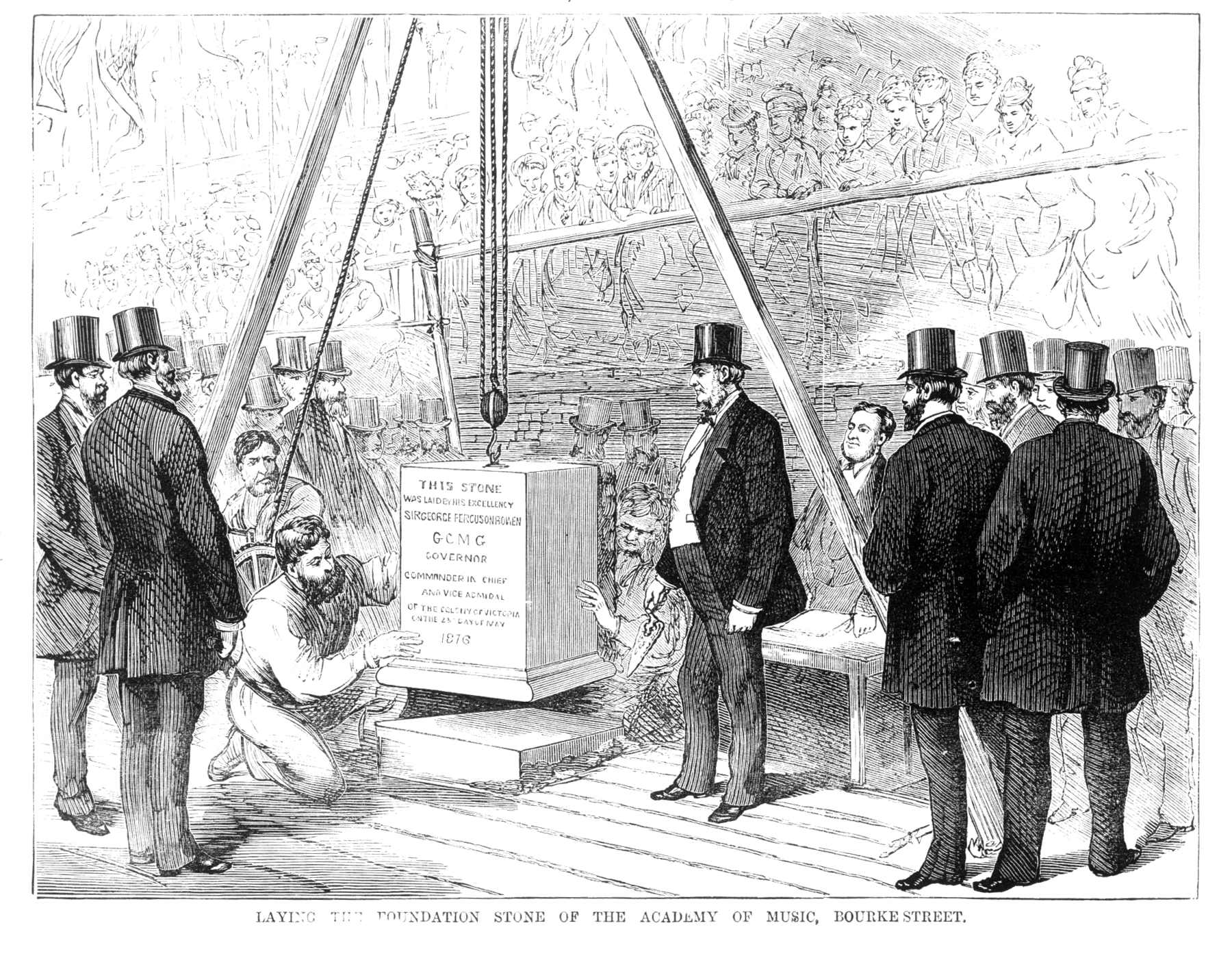
Grundsteinlegung für die Musikakademie in Melbourne, 1876
Grundsteinlegung für das Haus einer Freimaurerloge in Washington, 1909
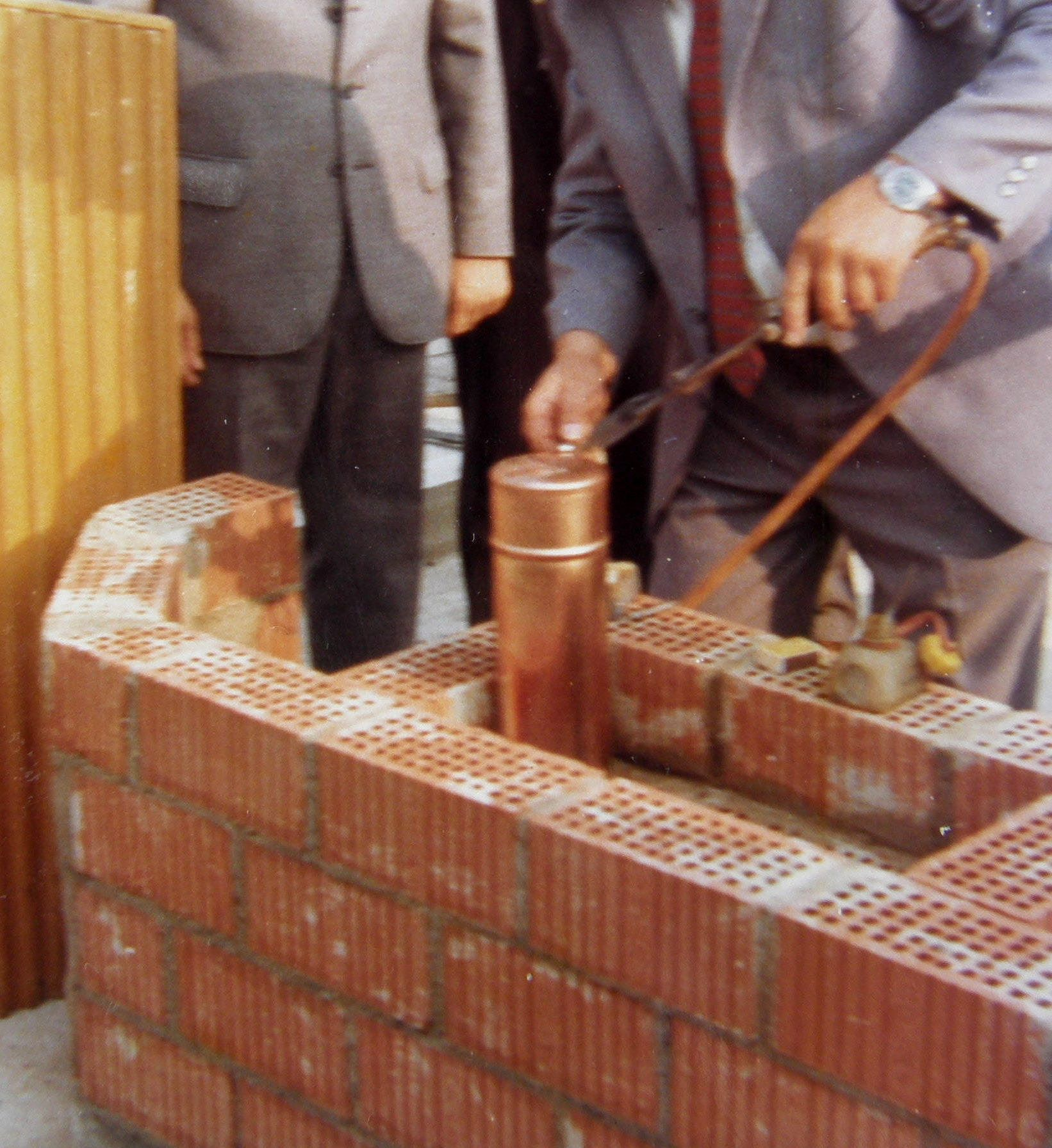
Verlöten der Zeitkapsel vor dem Einlegen in einen Mauerwerks-Hohlraum, ca. 1973
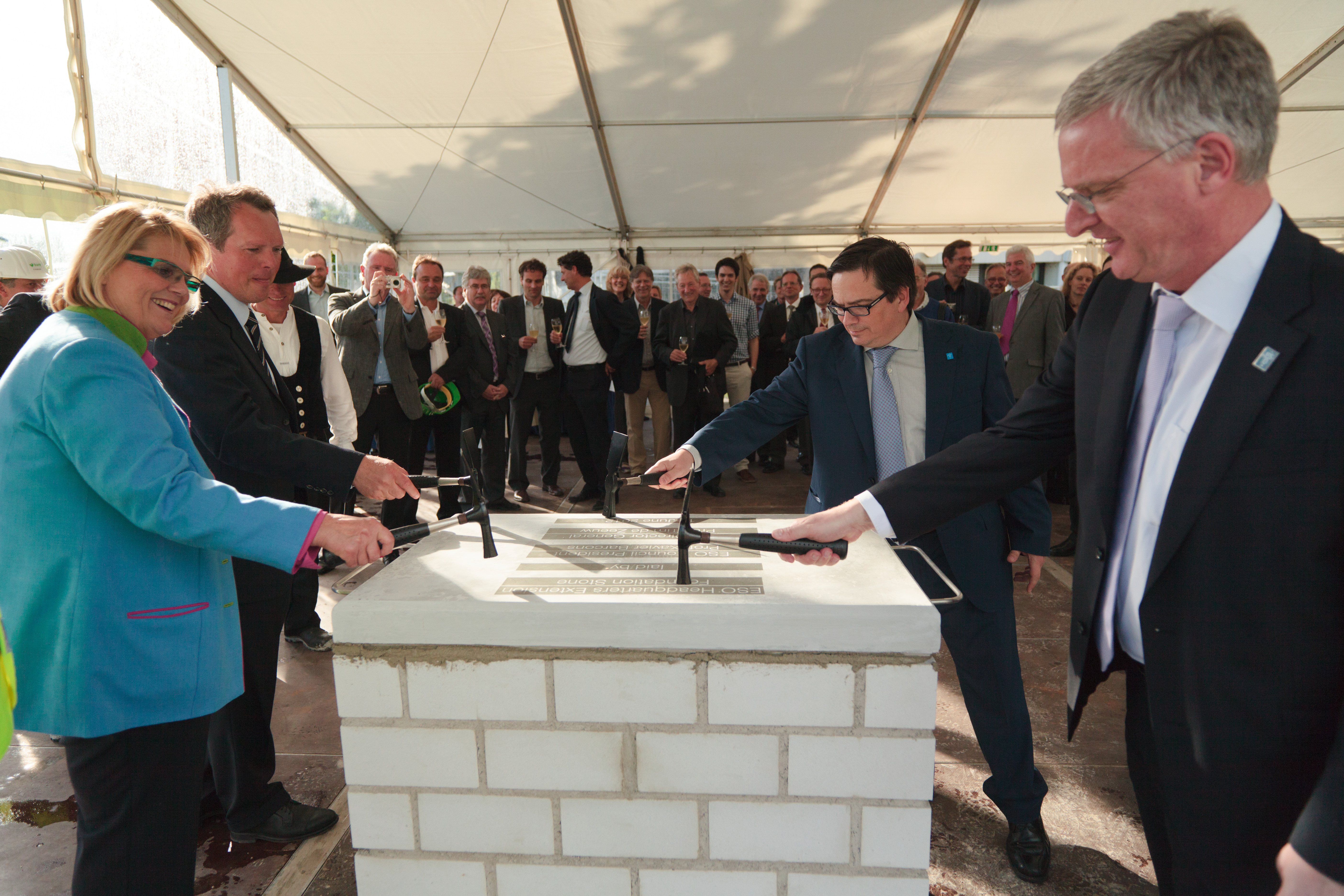
Hammerschläge bei der Grundsteinfeier des ESO Headquarters in Garching bei München, 2012
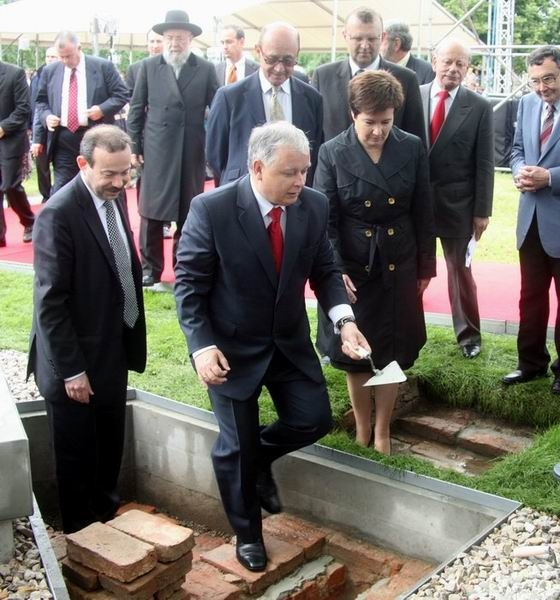
Präsident Lech Kaczyński mit Maurerkelle bei der Grundsteinlegung für das Museum der Geschichte der polnischen Juden in Warschau
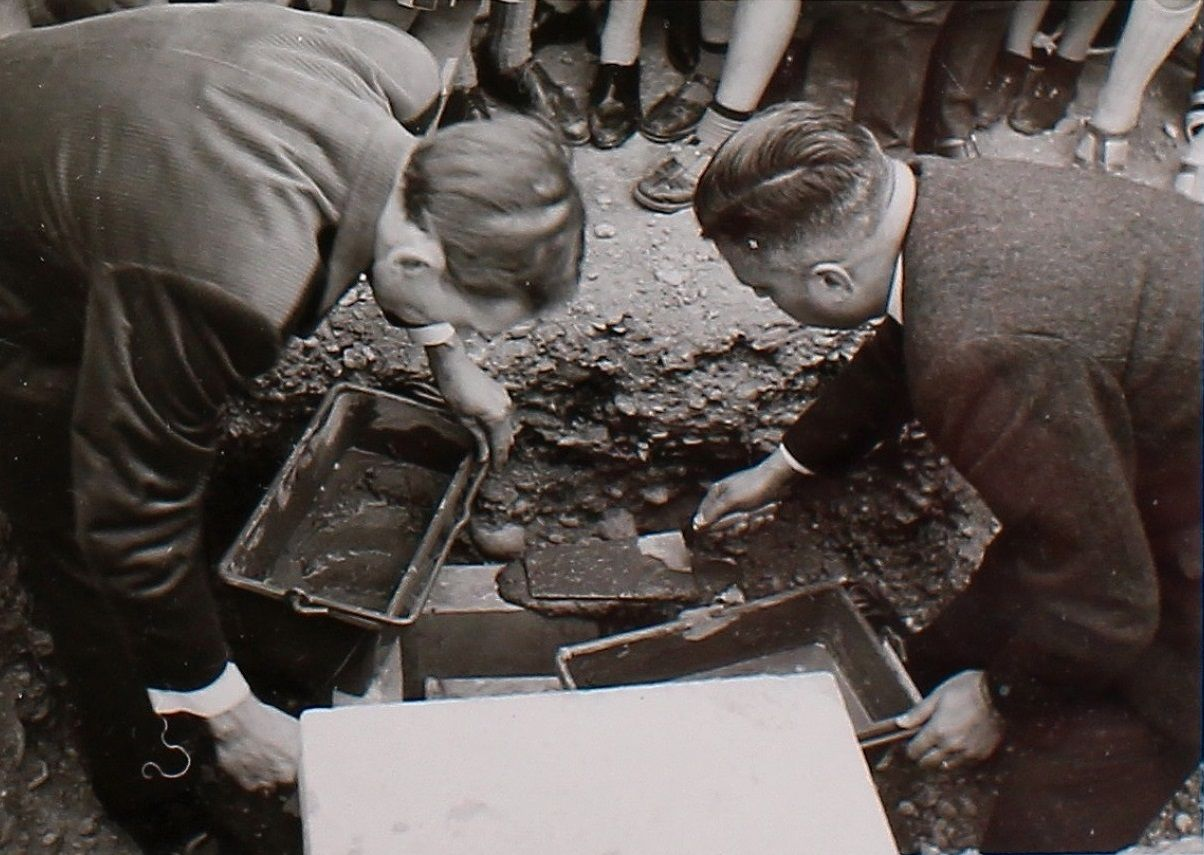
Grundsteinlegung für die Thomaskirche Liebefeld, hier das Vermauern des Hohlkörpers mit einer Deckplatte, 1965
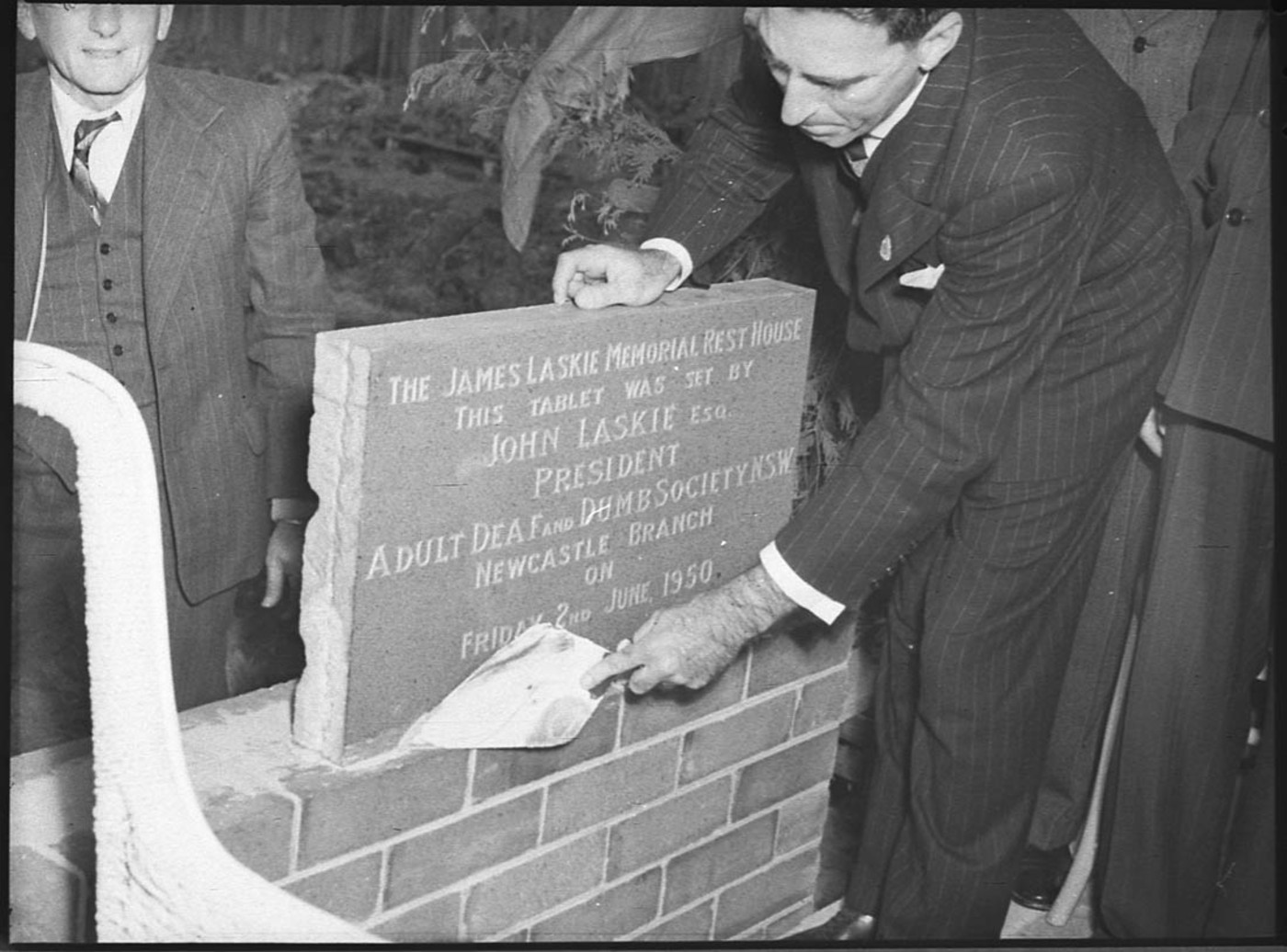
Einmauern eine beschrifteten Grundstein-Platte in Australien, 1950
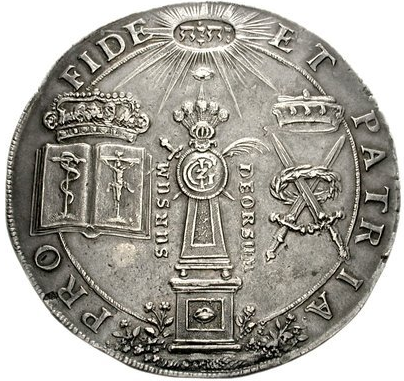
Schautaler zur Grundsteinlegung der Kapelle im Schloss Moritzburg bei Dresden, 1661 (Vorderseite)

## Beispiele aus der Geschichte
- In prähistorischer Zeit bis ins späte Mittelalter wurden verschiedentlich auch Bauopfer gebracht, deren symbolische Bedeutung vergleichbar ist.
- Eine zeremonielle Ausgestaltung der Grundsteinlegung ist schon in spätptolemäischer Zeit aus dem alten Ägypten überliefert. So wurden beim Bau des Hathor-Tempels von Dendera die Herstellung und Setzung des Ecksteins vom Herrscher selbst vollzogen.[6]
- Die symbolische Bedeutung des Grundstein in der antiken Welt spiegelt sich auch in der häufigen Nennung von „Grundstein“ oder gleichbedeutend „Eckstein“ in zahlreichen Bibeltexten (Jer. 51,26; Off. 21,14; Ps. 117,22; Mt 21, 41; Mk 12,10; Lk 20,17; Ap 4,11; 1Pred. 2,6 und 2,7)
- Ein besonders alter erhaltener, kirchlicher Grundstein ist der 1908 bei Bauarbeiten wiederentdeckte Grundstein der Michaeliskirche Hildesheim, der 1010 datiert ist.[2]
- Die Skulptur des Bischofs Dietrich III. von Isenberg, geschaffen um 1230–1240, in der Paradiesvorhalle des Doms zu Münster ist die vielleicht einzige mittelalterliche Statue eines Stifters, der einen Grundstein in Händen hält.[7]
- Gelegentlich wird ein mit einer Inschrift versehener Grundstein oberhalb des Bodenniveaus so in die Mauern des Gebäudes eingefügt, dass er von außen oder im Innenraum sichtbar bleibt. Diese Art von Grundstein wurde beispielsweise bei der Grundsteinlegung durch Wilhelm II. am 11. Oktober 1900 für die Rekonstruktion des Römerkastells Saalburg verwendet.
- Die Grundsteinlegung für die Kapelle im Schloss Moritzburg war am 1. November 1661, am Geburtstag der Gemahlin Johann Georgs II., von Sachsen. Den Grundstein legte der Kurfürst selbst und verschloss unter anderen drei Stück der ersten  Schautaler zur Grundsteinlegung der Kapelle im Schloss Moritzburg darein.[8]
- Es sind auch Fälle bekannt, in denen die Grundsteinlegung als symbolischer Baubeginn – also statt eines feierlichen (ersten) Spatenstichs – zu einem frühen Zeitpunkt veranstaltet wurde und die endgültige Bauausführung erst einige Zeit später begann, so beispielsweise beim Düppel-Denkmal.
- In der Neuzeit sind verschiedentlich die für die Grundsteinlegung von prominenten Teilnehmern benutzten Kellen und Hämmer aufbewahrt worden, zum Beispiel die silberne Kelle, mit der Bremens Bürgermeister Johann Smidt und Senator Georg Gröning 1828 bei der Gründung der Kammerschleuse des Alten Hafens im kurz zuvor gegründeten Bremerhaven agierten.[9]